# Wolinerpoort (Kamień Pomorski)
De Wolinerpoort (Pools: Brama Wolińska) en (Duits: Wolliner Tor / Bautor) is een stadspoort in de Poolse Hanzestad Kamień Pomorski (Duits: Cammin). De gotische poort is een voorbeeld van baksteengotiek en stamt uit de 14e eeuw. De Wolinerpoort maakte onderdeel uit van de stadsmuur van Kamień Pomorski en is het enige deel ervan dat bewaard is gebleven. De poort bestaat uit zeven verdiepingen. Tegenwoordig bevindt zich in het gebouw het Natuurmuseum van de stad. De poort is verbonden met de Piastentoren